# 阿不都力米提·玉素甫
阿不都力米提·玉素甫（1924年11月—？），曾用名阿不都力米提·玉素甫阿吉，男，维吾尔族，新疆和田人，中国维吾尔医学家，曾任新疆维吾尔自治区维吾尔医学专科学校名誉校长，第六、七、八届全国政协委员。